# 皮諾薩瓦
皮諾薩瓦是塞爾維亞的城鎮，由貝爾格萊德負責管轄，位於該國北部，距離首都貝爾格萊德20公里，2011年人口3,136，大部分居民信奉東正教。

## 外部連結
44°41′43″N 20°28′51″E / 44.69528°N 20.48083°E